# Caloria elegans
Caloria elegans is een slakkensoort uit de familie van de ringsprietslakken (Facelinidae). De wetenschappelijke naam van de soort werd in 1845 voor het eerst geldig gepubliceerd door Alder & Hancock.

## Beschrijving
Deze zeldzame zeenaaktslak heeft een doorschijnend wit lichaam met dunne lijnen van oppervlakkig wit pigment op de frontale oppervlakken van de rinoforen en de orale tentakels. De lijn op de orale tentakels loopt door over de voorkant van het hoofd en er is een lijn langs het midden van de staart. De spijsverteringsklier is oranje of roze van kleur met een zwart gebied aan de basis van elke cerata en een zwart kliergebied net onder de cnidosac. De cerata hebben witte eindringen en de grootste hebben lange gekrulde uiteinden.
Het dieet van deze soort is onbekend, maar het is waargenomen onder de hydroïdpoliepen zoals de vertakte kranspoliep (Nemertesia ramosa), zeeborstel (Plumularia setacea) en haringgraat (Halecium halecinum). De eisnoer is een dunne draad die in een spiraal wordt afgezet.

## Verspreiding
Caloria elegans werd oorspronkelijk beschreven vanuit Torbay, is deze soort gevonden in Lundy, voor het schiereiland Lleyn en in Lough Swilly, Noord-Donegal. Onlangs is hij bij verschillende gelegenheden gevonden bij de Maidens, in de buurt van Larne, Noord-Ierland. Het is een veel voorkomend dier in de Middellandse Zee, waar het bekend stond als Caloria maculata.